# Визига

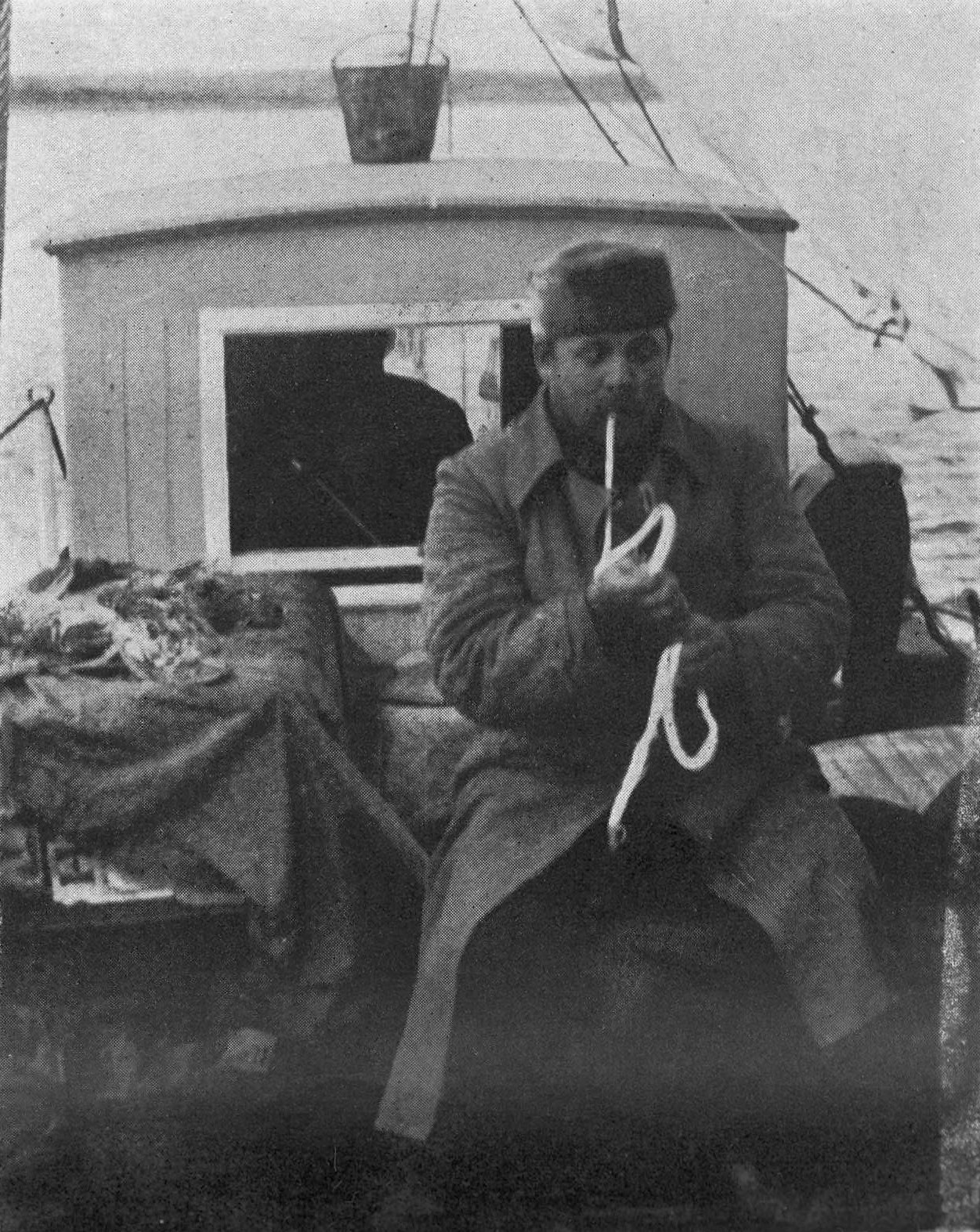
Капитан «Омуля» ест вязигу. Енисей, 1913

Визи́га (также вязига) — название употребляемой в пищу хорды, добываемой из осетровых рыб. Хорда осетровых сохраняется у них всю жизнь в виде непрерывного шнура из довольно плотной пузырчато-клеточной ткани, облечённого слоем волокнистой соединительной ткани (скелетородный слой) с заключёнными в нём хрящевыми частями (верхние и нижние дуги).

## Получение
Для получения визиги при распластывании рыбы делают небольшой разрез в их хрящевом позвоночнике (в скелетородном слое), поддевают визигу и вытаскивают её целиком в виде длинной ленты. Обмыв её, отделяют наружный мягкохрящеватый слой (оболочку хорды), непригодный в пищу, крепко придавливая визигу к краям бочки, в которой её мыли. Затем эти ленты просушивают в особых строениях в виде башенок со стенками, состоящими из узких досок, между которыми оставлены щелевидные отверстия шириной около двух дюймов, чтобы ветер продувал сохнущую визигу. После просушки эти ленты связывали для продажи в пучки по 12 штук белужьей и по 20 осетровой, сомовой и севрюжьей визиги.
Визига при варке в воде сильно разбухает и в таком виде, мелко изрубленная, употребляется в приготовлении кулебяк, одна или вместе с какой-нибудь другой рыбой, других применений нет.
В XIX веке визига заготовлялась на рыбных промыслах Каспийского и Азовского морей; в то время цена её доходила в Астрахани до 34—36 рублей за пуд, в Петербурге — около 40 рублей за пуд.